# Serpa
Serpa este un oraș în Districtul Beja, Portugalia.